# Haarlemmerliede en Spaarnwoude
Haarlemmerliede en Spaarnwoude és un municipi de la província d'Holanda del Nord, al centre-oest dels Països Baixos. L'1 de gener de 2009 tenia 5.383 habitants repartits per una superfície de 21,08 km² (dels quals 1,83 km² corresponen a aigua). Limita al nord amb Velsen i Zaanstad, a l'oest amb Haarlem, a l'est amb Amsterdam i al sud amb Haarlemmermeer.

## Centres de població
- Haarlemmerliede
- Halfweg
- Penningsveer
- Spaarndam-Oost
- Spaarnwoude

## Ajuntament
El consistori està format per 11 regidors:
- CDA - 4 regidors
- PvdA - 3 regidors
- VVD - 3 regidors
- D66 - 1 regidor